# Lindlövens IF
Lindlövens IF är en ishockeyförening från Lindesberg i Sverige.

## Klubbfakta
Lindlövens IF bildades 1976. Tidigare än 1976 hade hockeyn i Lindesberg bedrivits av IFK Lindesberg. Men i och med bildandet av Lindlövens IF så upphörde ishockeyverksamheten inom IFK Lindesberg.
Säsongen 2004-2005 nådde Lindlöven sin så långt största framgång, då man efter kvalspel lyckades avancera till Division 1. Tidigare hade Lindlövens IF i seriesammanhang som högst spelat i Division 2, på den tiden den var Sveriges tredje högsta serie, efter Elitserien och Division 1. Den kommunägda ishallen Lindehov, som har en publikkapacitet på 1 800 åskådare, invigdes den 29 december 1985.
Tillsammans med Asplöven och Björklöven är Lindlöven ett av de tre hockeylag i Sverige, vars klubbnamn slutar på -löven.

### Resultat senaste säsonger
| Säsong    | Division            | Placering | Vårserie                  | Kval/Playoff                                    |
| --------- | ------------------- | --------- | ------------------------- | ----------------------------------------------- |
| 2004/2005 | Division 2 Västra B | 2         |                           | 1:a i kvalserien till Division 1C, uppflyttade. |
| 2005/2006 | Division 1E         | 9         |                           | 1:a i kvalserien till Division 1E.              |
| 2006/2007 | Division 1C         | 5         | 3:a i vårserien           |                                                 |
| 2007/2008 | Division 1C         | 6         | 1:a i vårserien           | Utslagna av Nacka HK i playoff 1.               |
| 2008/2009 | Division 1E         | 7         | 4:a i vårserien           |                                                 |
| 2009/2010 | Division 1C         | 7         | 3:a i vårserien           |                                                 |
| 2010/2011 | Division 1C         | 8         | 3:a i fortsättningsserien |                                                 |
| 2011/2012 | Division 1C         | 8         | 4:a i fortsättningsserien |                                                 |
| 2012/2013 | Division 1C         | 4         | 8:a i Allettan Mellan     |                                                 |
| 2013/2014 | Division 1C         | 7         | 3:a i fortsättningsserien |                                                 |
| 2014/2015 | Hockeyettan Västra  | 8         | 3:a i vårserien           |                                                 |
| 2015/2016 | Hockeyettan Västra  | 5         | 1:a i vårserien           | Utslagna av Piteå HC i playoff 1.               |
| 2016/2017 | Hockeyettan Västra  | 3         | 9:a i Allettan Södra      |                                                 |
| 2017/2018 | Hockeyettan Västra  | 2         | 10:a i Allettan Norra     |                                                 |
| 2018/2019 | Hockeyettan Västra  | 8         | 2:a i Vårettan Västra     |                                                 |
| 2019/2020 | Hockeyettan Västra  | 4         | 6:a i Allettan Norra      | Utslagna av Visby/Roma i playoff                |
| 2020/2021 | Hockeyettan Västra  | 6         | 2:a i Vårettan            |                                                 |
| 2021/2022 | Hockeyettan Västra  | 7         | 1:a i Vårettan Norra      | Slutspel: Utslagna av Väsby                     |
| 2022/2023 | Hockeyettan Västra  | 3         | 9:a i Allettan Norra      |                                                 |